# Biskop av Carlisle
Biskopen av Carlisle är biskop för Engelska kyrkan i Carlisles stift i Province of York. Under medeltiden och den tidiga tudortiden var stiftet romersk-katolskt. 
Stiftet omfattar grevskapet Cumbria utom Alston Moor. Biskopssätet är i Carlisle, i Carlisle Cathedral som var en kollegiekyrka fram till att kyrkan upphöjdes till katedral 1133.
Stiftet grundades 1133 av Henrik I som en del av Durhams stift. Det utökades 1858 och tog över en del av Chesters stift. Den nuvarande biskopen är Graham Dow, den 66:e biskopen av Carlisle.  
Owen Oglethorpe, som krönte Elisabet I av England, var biskop av Carlisle 1557 - 1559.